# Palais de Tokyo
A párizsi Palais de Tokyo amelynek eredeti neve Palais des Musées d'Art Moderne, a modern és kortárs művészetnek szentelt épületet jelöl. A  13. avenue du President Wilson szám alatt található, Párizs 16. kerületében, a Szajna partját követve néhány száz méterrel északkeletre a Palais de Chaillot-tól. Az épület külső héja teljes egészében márvánnyal burkolt.
A szóban forgó épület neve "Palais de Tokyo", amely a Szajna partján található Quai de Tokio (ma New-York sugárút) után kapta a nevét, amely felett délkeleti homlokzata dominál.